# Mocomo
Mocomo (auch: Mokom) ist ein Ort in Äquatorialguinea.

## Lage
Der Ort befindet sich im Nordosten der Provinz Kié-Ntem auf dem Festlandteil des Staates. Er liegt östlich der Stadt Nsang. Im Osten schließt sich die Siedlung Eguom an.

## Klima
Nach dem Köppen-Geiger-System zeichnet sich Mocomo durch ein tropisches Klima mit der Kurzbezeichnung Am aus.